# Friedrich Maurer (Schauspieler)
Friedrich Maurer (* 17. April 1901 in Mannheim; † 2. März 1980 in München) war ein deutscher Schauspieler.

## Leben
Friedrich Maurer war Sohn eines Fabrikarbeiters. Nach einer Kaufmannslehre und einer Schauspielausbildung bei dem Stummfilmschauspieler Robert Garrison erhielt er 1924 zunächst ein Theaterengagement in Frankfurt am Main. Weitere Engagements in Koblenz, Riga, Königsberg und Leipzig folgten. Maurer stand 1944 in der Gottbegnadeten-Liste des Reichsministeriums für Volksaufklärung und Propaganda. Er war verheiratet mit der Schauspielerin Gete Safar.
Bis 1960 war er bei dem ab 1950 vereinten Westberliner Schiller- und Schloßparktheater engagiert, bevor er sich bis zu seinem Tod den Bayerischen Staatsschauspielen in München anschloss.
Parallel zu seinen Theaterauftritten fand der Charakterschauspieler Maurer auch Verpflichtungen beim Film und Fernsehen und trat hier überwiegend in Nebenrollen auf. Wie viele deutsche Schauspieler aus Westdeutschland wurde er auch von den ostdeutschen DEFA-Filmstudios verpflichtet, drehte aber nach Schließung der Grenzen nur noch Filme im Westen.
Seine Grabstätte befindet sich auf dem Waldfriedhof (München), Neuer Teil.

## Ehrungen
- Deutscher Kritikerpreis (1957)
- Bundesverdienstkreuz am Bande (24. Oktober 1958)[3]

## Filmografie
- 1941: Mein Leben für Irland
- 1942: Der große Schatten
- 1943: Altes Herz wird wieder jung
- 1944: Ich hab’ von dir geträumt
- 1948: Affaire Blum
- 1948: Die seltsamen Abenteuer des Herrn Fridolin B.
- 1950: Das kalte Herz
- 1950: Semmelweis – Retter der Mütter
- 1950: Familie Benthin
- 1951: Die Sonnenbrucks
- 1951: Der Untertan
- 1952: Karriere in Paris
- 1954: Canaris
- 1955: Alibi
- 1956: Was die Schwalbe sang
- 1957: Wie ein Sturmwind
- 1958: Schwarzwälder Kirsch
- 1958: Solange das Herz schlägt
- 1964: Herrenpartie
- 1966: Conan Doyle und der Fall Edalji
- 1967: Der Zündholzkönig – Der Fall Ivar Kreuger
- 1968: Das Schloß
- 1969: Attentat auf den Mächtigen
- 1971: Der Kommissar – Ende eines Tanzvergnügens (Erstausstrahlung: 26. Februar 1971)
- 1975: Der Kommissar – Fährt der Zug nach Italien? (Erstausstrahlung: 26. September 1975)
- 1978: Der Alte – Die Rache

## Theater
- 1948: Stefan Brodwin: Der Feigling (Patient) – Regie: Ernst Legal (Deutsches Theater Berlin – Kammerspiele)
- 1949: Lion Feuchtwanger: Wahn in Boston (Cotton Mather) – Regie: Wolfgang Kühne (Deutsches Theater Berlin – Kammerspiele)
- 1949: Johann Wolfgang von Goethe: Faust. Eine Tragödie (Wagner) – Regie: Wolfgang Langhoff (Deutsches Theater Berlin)
- 1950: Jakob Michael Reinhold Lenz: Der Hofmeister – Regie: Bertolt Brecht (Berliner Ensemble im Deutschen Theater Berlin – )
- 1950: Nikolai Gogol: Der Revisor (Schulinspektor) – Regie: Wolfgang Langhoff (Deutsches Theater Berlin)
- 1951: Gerhart Hauptmann: Biberpelz und Roter Hahn (Rentier Krüger) – Regie: Egon Monk (Deutsches Theater Berlin – Berliner Ensemble)

## Hörspiele (Auswahl)
- 1947: Friedrich Karl Kaul: Einer von vielen – Regie: Alfred Braun (Berliner Rundfunk)
- 1947: Hedda Zinner: Erde – Regie: Hedda Zinner (Berliner Rundfunk)
- 1950: Anna Seghers: Der Prozess der Jeanne d’Arc zu Rouen 1431 (Jean Chatillon) – Regie: Herwart Grosse (Berliner Rundfunk)
- 1964: Friedrich Dürrenmatt: Der Prozeß um des Esels Schatten (Philippides, Stadtrichter) – Regie: Otto Kurth (BR/SR)
- 1966: Rolf Schneider: Zwielicht (Er) – Regie: Otto Kurth (Original-Hörspiel – BR/WDR/HR)
- 1969: Dylan Thomas: Unter dem Milchwald (Ehr. Jenkins) – Regie: Raoul Wolfgang Schnell (Originalhörspiel – BR/WDR)